# Pliska (Ukraina)
Pliska (ukr. Плиска), Płyska – wieś na Ukrainie w rejonie krzemienieckim należącym do obwodu tarnopolskiego.